# Élections générales saskatchewanaises de 1999
L'élection générale saskatchewanaise de 1999 se déroule le 16 septembre 1999 afin d'élire les députés de l'Assemblée législative de la Saskatchewan. Il s'agit de la 24e élection générale dans cette province du Canada depuis sa création en 1905. Le Nouveau Parti démocratique réussit à survivre à l'avancée du nouveau Parti saskatchewanais et forme un gouvernement minoritaire.

## Contexte
Le Nouveau Parti démocratique du Premier ministre Roy Romanow, aux prises avec une mauvaise saison agricole et un scandale concernant SaskPower (la société de la Couronne qui gère l'électricité dans la province) perd une part importante du vote populaire par rapport à l'élection précédente au profit du Parti saskatchewanais et remporte exactement la moitié des 58 sièges à l'Assemblée législative ; il réussit à former un gouvernement minoritaire avec l'appui des députés du Parti libéral.
Le Parti saskatchewanais était un nouveau parti de centre-droit créé par d'anciens membres du Parti progressiste-conservateur et des membres du Parti libéral qui étaient mécontents de la direction de Jim Melenchuk. C'est donc la première fois que le parti participe aux élections ; il est dirigé par Elwin Hermanson, un ancien député fédéral du Parti réformiste. Le parti remporte la plus grande part du vote populaire avec 39,61 %, devançant de justesse le Nouveau Parti démocratique qui récolte 38,73 %. Toutefois, il ne remporte que 25 sièges contre les 29 du NPD et doit se contenter de former l'opposition officielle.
Certains néo-démocrates, mécontents du gouvernement de Roy Romanow, avaient quitté le parti pour former la New Green Alliance, un parti environnementaliste. Le parti réussit à prendre environ 1 % des voix et n'obtient aucun siège à l'Assemblée.
Le Parti progressiste-conservateur présente quatorze candidats papier, tous dans des forteresses néo-démocrates, afin de garder son statut en tant que parti politique enregistré. Les tories ne mènent aucune campagne et ne reporte qu'une poignée de votes.

## Résultats
| Parti | Parti                     | Chef            | # de candidats | Sièges | Sièges | Sièges  | Voix    | Voix    | Voix     |
| Parti | Parti                     | Chef            | # de candidats | 1995   | Élus   | % Diff. | #       | %       | % Diff.  |
| ----- | ------------------------- | --------------- | -------------- | ------ | ------ | ------- | ------- | ------- | -------- |
|       | NPD                       | Roy Romanow     | 58             | 42     | 29     | -31,0 % | 157 046 | 38,73 % | -8,48 %  |
|       | Parti saskatchewanais     | Elwin Hermanson | 58             | *      | 251    | *       | 160 603 | 39,61 % | *        |
|       | Libéral                   | Jim Melenchuk   | 58             | 11     | 31     | -72,7 % | 81 694  | 20,15 % | -14,55 % |
|       | Vert                      | Neil Sinclair   | 16             | *      | -      | *       | 4 101   | 1,01 %  | *        |
|       | Progressiste-conservateur | Iris Dennis     | 14             | 5      | -      | -100 %  | 1 609   | 0,40 %  | -17,52 % |
|       | Indépendant               | Indépendant     | 2              | -      | -      | -       | 422     | 0,10 %  | -0,07 %  |
| Total | Total                     | Total           | 206            | 58     | 571    | -       | 405 475 | 100 %   |          |

Notes :
* N'a pas présenté de candidats lors de l'élection précédente.
1 La circonscription de Wood River fut d'abord remportée par le Parti libéral ; toutefois, le résultat fut annulé par les tribunaux. Le Parti saskatchewanais remporte l'élection partielle qui s'ensuivit.

## Sources
- (en) Cet article est partiellement ou en totalité issu de l’article de Wikipédia en anglais intitulé « Saskatchewan general election, 1999 » (voir la liste des auteurs).
- (en) Historique des élections générales — Elections Saskatchewan